# Vrije Menschen Verbond
Het Vrije Menschen Verbond (VMV) was een verbond van religieuze anarchisten dat bestond van 1907 tot 1919.
In 1897 hadden Daniël de Clercq, Anne de Koe, Johannes van der Veer, Louis Bähler, Felix Ortt en Lodewijk van Mierop het blad Vrede opgericht. Het halfmaandelijksch blad tot bespreking van de Practijk der Liefde werd tot 1906 het orgaan van de christen-anarchistische Vereniging Internationale Broederschap.
In 1907 werd Vrede met het in 1905 opgerichte antimilitaristische Vrede-tijdschrift omgedoopt tot De Vrije Mensch (DVM). Lodewijk van Mierop werd hiervan secretaris, Bähler was een van de redacteuren.
In november 1915, tijdens de Eerste Wereldoorlog, werd de vredesbeweging opnieuw opgericht onder de naam Vrije Menschen Verbond. Het Vrije Menschen Verbond had nooit dan 100 à 150 leden en was christelijk-anarchistisch georiënteerd. Artikel 1 luidde: Het Vrije Menschen Verbond... draagt een supra-nationaal, revolutionair-religieus karakter en heeft ten doel een persoonlijke en maatschappelijke wedergeboorte van mensch en samenleving. De doelstelling diende te worden bereikt door vegetarisme, geweldloosheid, geheelonthouding en geslachtelijke zelfbeheersing. Het Vrije Menschen Verbond bestreed daarbij de staat als geweldsinstituut, militarisme, dogmatisme en prostitutie.
In 1919 verdween het blad De Vrije Mensch door de tanende belangstelling voor de anarchistische idealen. Het Vrije Menschen Verbond sloot zich vervolgens aan bij de Bond van Christen-Socialisten van dominee Année Rinzes de Jong. Van Mierop en Ortt bepleitten hierin tevergeefs een anarchistische koers. 
In april 1920 scheidde een aantal christen-anarchisten, onder wie Van Mierop, Bähler en Clara Wichmann, zich af en vormde de Bond van Religieuze Anarcho-Communisten (BRAC). De BRAC propageerde geweldloosheid als strijdwijze voor een anarchistische samenleving. Vele leden zochten evenwel door het interne geruzie in het Centraal Comité al snel het heil in het in 1921 opgerichte Internationaal Anti-Militaristisch Bureau tegen Oorlog en Reactie (IAMB).